# 2093 Genichesk
2093 Genichesk (1971 HX) là một tiểu hành tinh vành đai chính được phát hiện ngày 28 tháng 4 năm 1971 bởi T. M. Smirnova ở Đài vật lý thiên văn Crimean.